# Бальденайм
Бальдена́йм (фр. Baldenheim) — коммуна на северо-востоке Франции в регионе Гранд-Эст (бывший Эльзас — Шампань — Арденны — Лотарингия), департамент Нижний Рейн, округ Селеста-Эрстен, кантон Селеста. До марта 2015 года коммуна административно входила в состав упразднённого кантона Маркольсайм (округ Селеста-Эрстен).
Площадь коммуны — 9,44 км², население — 1060 человек (2006) с тенденцией к росту: 1142 человека (2013), плотность населения — 121,0 чел/км².

## Население
Население коммуны в 2011 году составляло 1147 человек, в 2012 году — 1145 человек, а в 2013-м — 1142 человека.
| 1962 | 1968 | 1975 | 1982 | 1990 | 1999 | 2006 | 2008 | 2011 | 2012 | 2013 |
| ---- | ---- | ---- | ---- | ---- | ---- | ---- | ---- | ---- | ---- | ---- |
| 789  | 800  | 863  | 915  | 875  | 924  | 1060 | 1099 | 1147 | 1145 | 1142 |

Динамика населения:

## Экономика
В 2010 году из 746 человек трудоспособного возраста (от 15 до 64 лет) 573 были экономически активными, 173 — неактивными (показатель активности 76,8 %, в 1999 году — 74,1 %). Из 573 активных трудоспособных жителей работали 544 человека (296 мужчин и 248 женщин), 29 числились безработными (7 мужчин и 22 женщины). Среди 173 трудоспособных неактивных граждан 53 были учениками либо студентами, 67 — пенсионерами, а ещё 53 — были неактивны в силу других причин.

## Достопримечательности (фотогалерея)

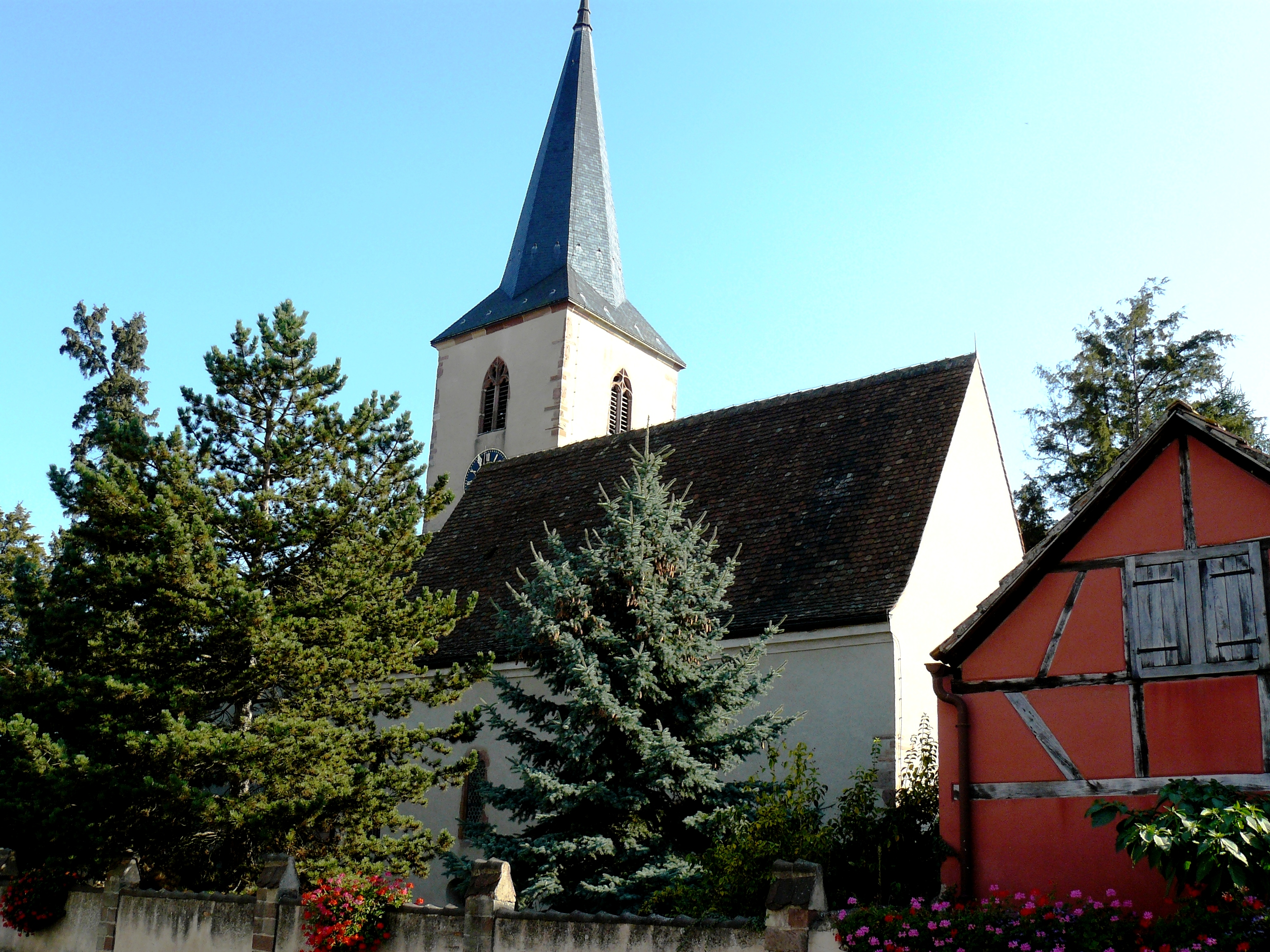
Протестантская церковь
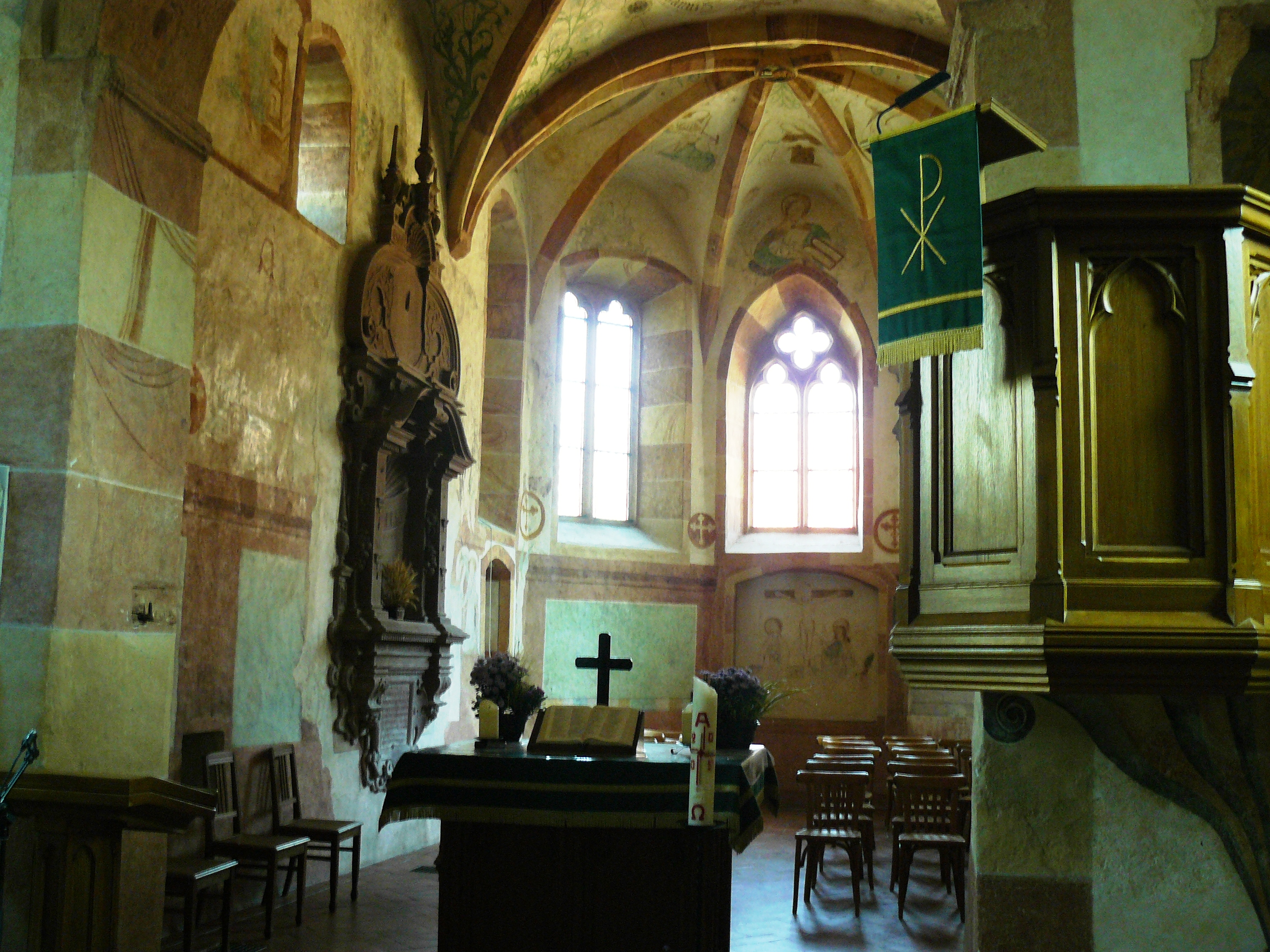
Интерьер
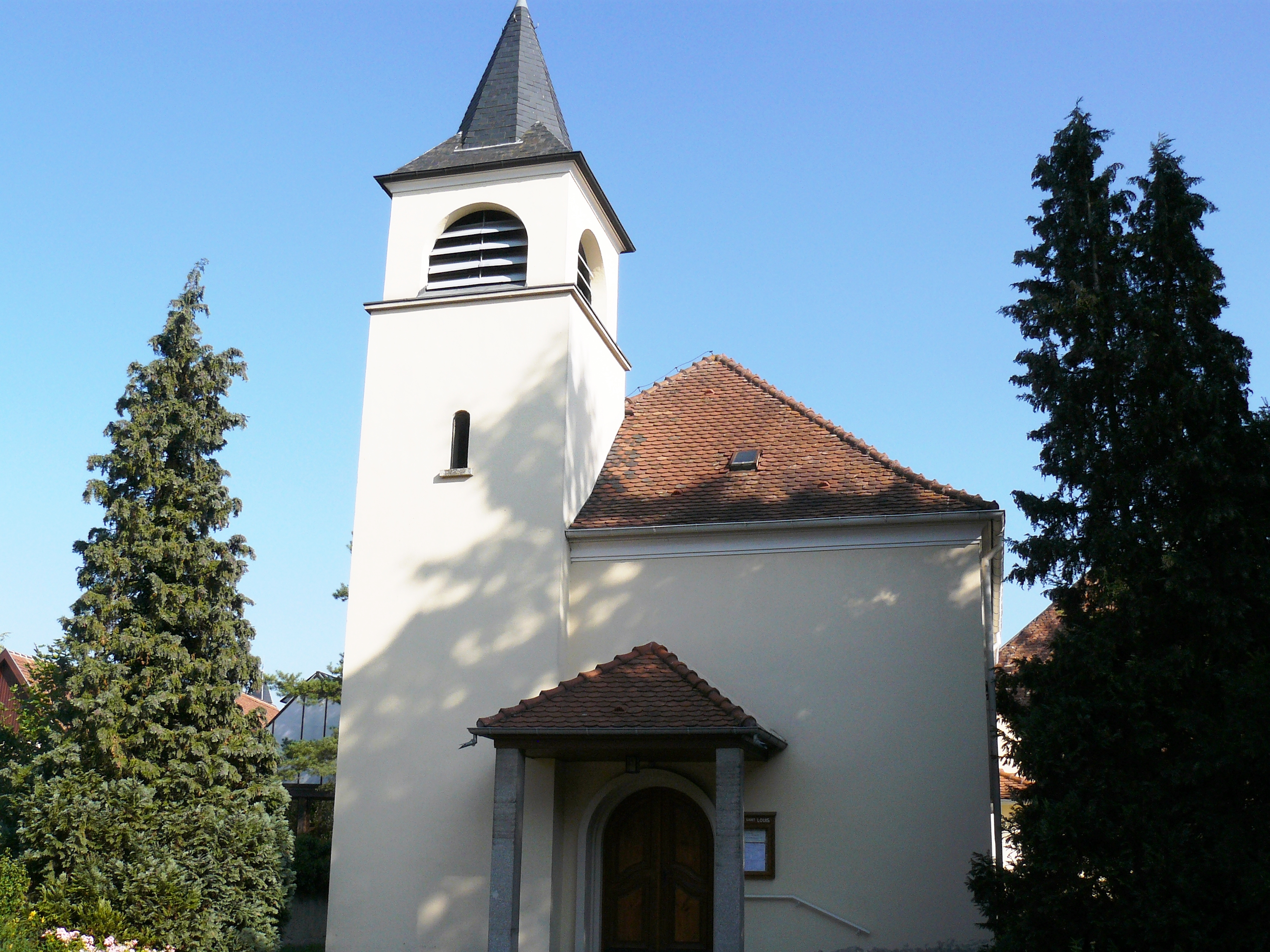
Католическая церковь
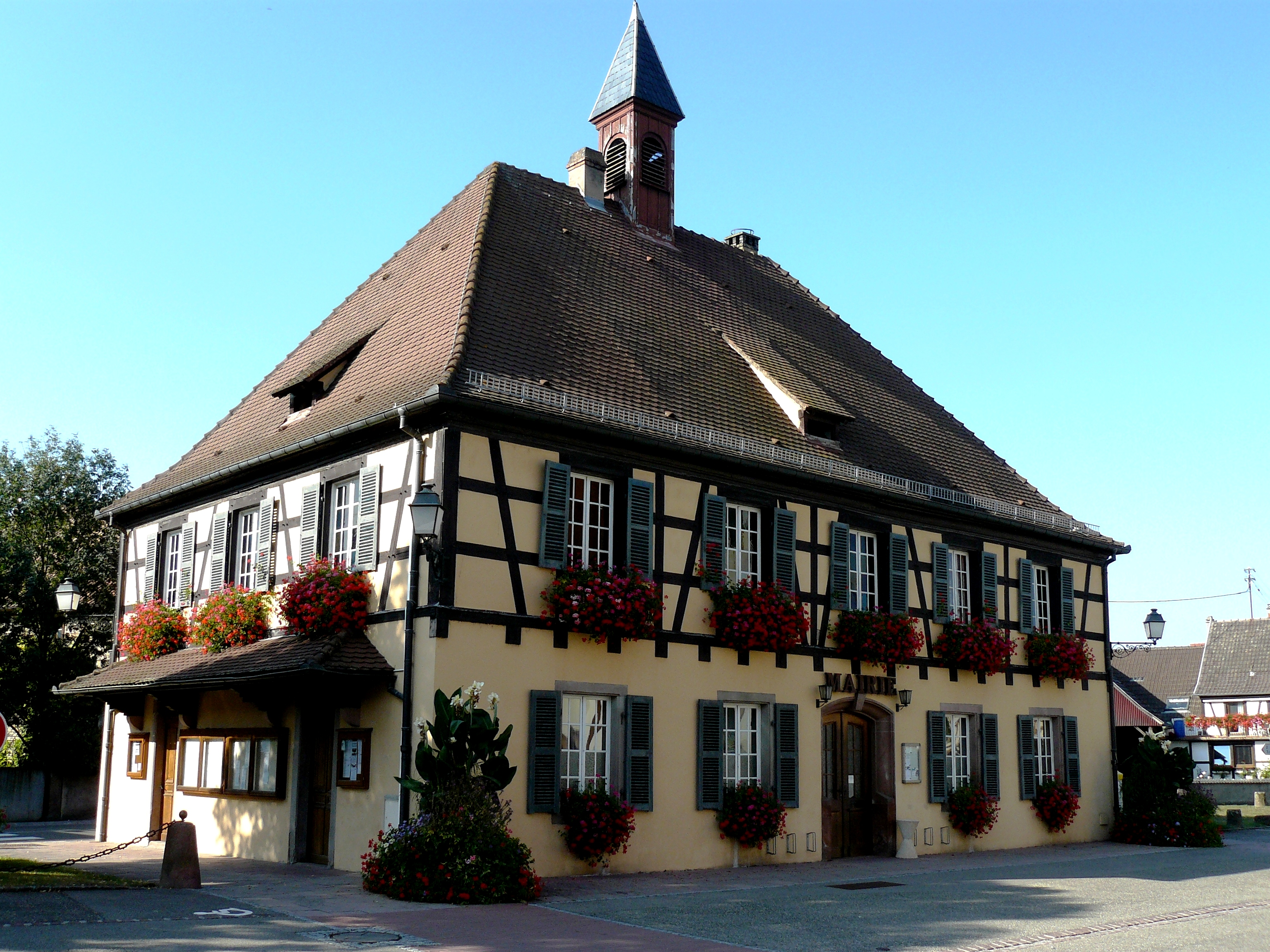
Здание мэрии (XVII век)[источник не указан 3417 дней]